# Jan Pavel (ekonom)
Jan Pavel (* 8. ledna 1978 Rychnov nad Kněžnou) je český ekonom, od roku 2018 člen Národní rozpočtové rady.

## Život
V letech 1996 až 2001 vystudoval obor management podnikatelských služeb a veřejné správy na Fakultě managementu Vysoké školy ekonomické v Praze (získal titul Ing.), následně pak v letech 2001 až 2004 doktorský obor veřejné finance na Fakultě financí a účetnictví téže vysoké školy (získal titul Ph.D.). V roce 2008 byl jmenován docentem v oboru veřejná ekonomie na Ekonomicko-správní fakultě Masarykovy univerzity a v roce 2015 pak profesorem.
Ve své pedagogické činnosti se dlouhodobě věnuje zejména veřejným financím, teorii rozpočtové a fiskální politiky i problematice efektivnosti fungování veřejného sektoru. V letech 2003 až 2006 pracoval na Ministerstvu financí ČR, později radil premiérovi ČR Petru Nečasovi. Od roku 2005 působí na Vysoké škole ekonomické v Praze na katedře veřejných financí. Je autorem či spoluautorem řady publikací, výzkumných studií či odborných článků, a to jak v Česku, tak v zahraničí.
V lednu 2018 byl Poslaneckou sněmovnou PČR zvolen do Národní rozpočtové rady, a to na návrh České národní banky na dvouleté funkční období. Po jeho vypršení byl v lednu 2020 opět na návrh ČNB zvolen Sněmovnou PČR do funkce znovu, tentokrát na 6 let.